# Kom el-Dikka
Kom el-Dikka (en árabe: كوم الدكة‎), es un barrio y yacimiento arqueológico de Alejandría, Egipto. Al principio, Kom El-Dikka era una zona residencial acomodada, y más tarde fue un importante centro cívico de Alejandría, con un complejo de baños (termas), auditorio (salas de conferencias) y un teatro romano. En la actualidad, Kom el-Dikka es el mayor y más completo yacimiento arqueológico en superficie de Alejandría. Proporciona gran cantidad de pruebas arqueológicas de la vida urbana en el Egipto romano, incluidas las primeras villas y sus mosaicos, y las obras públicas tardorromanas.

## Historia
El período romano inicial, que data de los siglos I-III d. C., contiene las primeras estructuras bien conservadas. En este periodo, Kom el-Dikka contaba principalmente con grandes villas. A finales del siglo III, la zona se vio gravemente dañada por una combinación de invasión de Palmira, el asedio de Aureliano y las represiones de Diocleciano.
El período romano-bizantino tardío, que abarca los siglos IV-VII, fue testigo de un barrio muy cambiado. Las obras públicas sustituyeron a las casas privadas, y el lugar estaba dominado notablemente por un gran complejo de baños imperiales, así como por un teatro y una serie de auditorios. Estas obras públicas se construyeron juntas y se entrelazaron en su edificación. Con estos edificios, Kom el-Dikka sirvió de importante centro cívico de Alejandría.

## Investigación arqueológica actual
La investigación arqueológica en Kom el-Dikka fue iniciada en 1960 por Prof. Kazimierz Michałowski. En la actualidad, los trabajos siguen siendo dirigidos por una expedición arqueológica y de conservación polaco-egipcia del Centro Polaco de Arqueología Mediterránea Universidad de Varsovia (PCMA UW) y el Ministerio egipcio de Turismo y Antigüedades (antiguo Ministerio de Antigüedades). El actual director del proyecto es el Dr. Grzegorz Majcherek, del PCMA UW. Desde 2017, los turistas pueden visitar las partes más importantes del yacimiento. El parque arqueológico de Kom el-Dikka fue diseñado por el arquitecto Wojciech Kołątaj, que había dirigido la expedición arqueológica durante varios años y reconstruido muchos de los edificios. Por estos logros, recibió el Premio Profesor Jan Zachwatowicz otorgado por el Comité Polaco del Icomos.

## Arqueología

### Complejo de termas
Las termas se construyeron en el siglo IV, aunque la datación exacta no está clara. Se reconstruyeron al menos dos veces, la primera tras un terremoto en 447, y la segunda tras un terremoto en 535. Debido a su tamaño y diseño simétrico, es probable que se construyeran con fondos imperiales. Su estilo es el típico de las baños romanos, con un apoditerio, frigidarium, tepidarium, destrictarium, sudatorium, caldarium, una gran piscina, hornos y almacenes. La construcción inicial era de ladrillo, pero más tarde los baños se construyeron de ladrillo sobre bloque. Esta ampliación añadió apartamentos y tiendas al complejo de baños. El agua del complejo provenía de una gran cisterna, que era el único depósito de agua en superficie de la ciudad.

### Auditorio

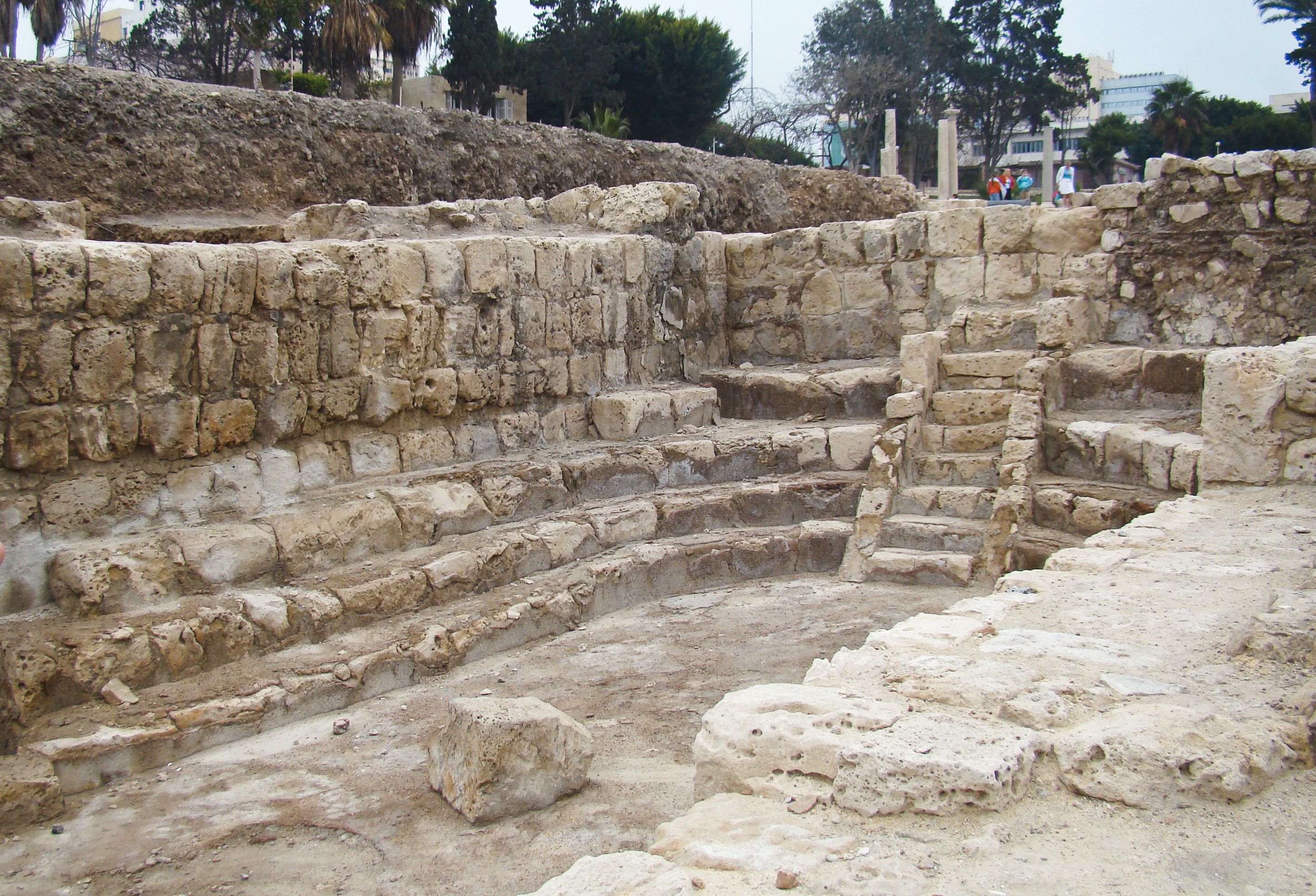
Un auditorio en Kom el-Dikka.

El complejo académico consta de al menos veinte auditoria, o aulas, divididas en dos grupos. Habrían servido como “universidad,” o lugar de educación superior, y sirven como confirmación arqueológica de la abundancia de estudios de retórica, filosofía y medicina en Alejandría entre los siglos V y VII d. C. Su construcción comenzó con las demás obras públicas del siglo V. Es posible que haya más auditorios, pero hasta 2010 solo se habían excavado veinte. Los dos grupos están divididos por el paso al complejo de baños, y es probable que haya más grupos al otro lado de la calle, pero fuera de la zona de excavación. Aunque la mayoría de los auditorios tienen la misma orientación a lo largo del eje norte-sur, difieren en tamaño y disposición. Todos tienen bancos de piedra, la mayoría con dos o tres bancos a lo largo de las paredes o en forma de herradura. Por lo general, cada aula tiene capacidad para entre 20 y 30 estudiantes, y las instalaciones pueden acoger cómodamente a un total de 500-600 estudiantes.

### Teatro

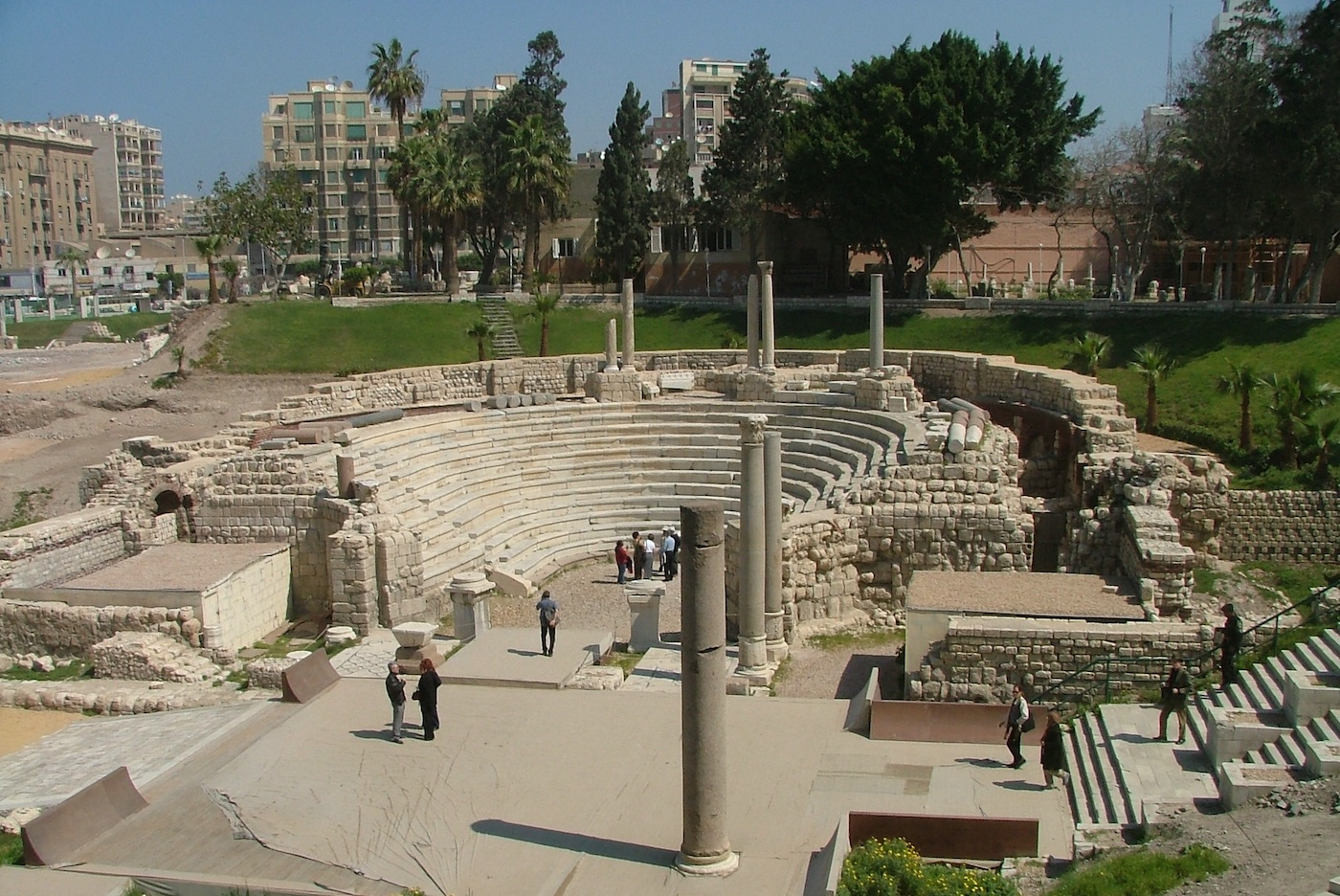
El teatro romano.

Se trata de un pequeño teatro romano utilizado para diversas formas de entretenimiento. Se construyó en el siglo Vy funcionó hasta principios del siglo VII, con una remodelación en torno al año 500. Es posible que en sus inicios sirviera tanto para reuniones del consejo municipal como para espectáculos. Los grafitis de las butacas del siglo VI muestran el apoyo a las facciones azul y verde, populares equipos de aurigas, aunque el teatro no era lo bastante grande para las carreras. Se desconocen las formas exactas de entretenimiento en el teatro, pero hay indicios de actuaciones musicales y lucha libre. Tras la construcción del complejo académico, el teatro pudo albergar también actividades académicas como discursos públicos y discursos retóricos.El teatro es un hemiciclo alargado con asientos de graderío. Los asientos son de mármol reciclado de estructuras antiguas. Las paredes y el vestíbulo son de piedra caliza. En la parte superior hay una fila de columnas iguales, recicladas de otras estructuras.

### Casas
En la época romana inicial, entre los siglos I y III d. C., Kom el-Dikka estaba ocupada por grandes villas conocidas por sus elaborados suelos de mosaico. En la parte occidental se conservan tres villas. La destrucción del  siglo III y los robos sistemáticos han hecho que se pierda la mayor parte de la estructura de los edificios de este período, pero se han conservado los mosaicos del suelo.
El período romano-bizantino tardío, entre los siglos IV y VII, fue testigo de grandes reconstrucciones. En lugar de grandes villas, Kom el-Dikka estaba ocupada por casas más sencillas pero estandarizadas. La tendencia a construir casas regulares contrastaba con el hecho de que muchas casas se construían sobre estructuras más antiguas y utilizándolas. Los muros antiguos se utilizaban a menudo como cimientos de los nuevos, aunque cuando las casas no estaban definidas por los cimientos sobre los que se construían, a menudo mostraban patrones regulares. Las tiendas en las fachadas de las casas se hicieron mucho más comunes, y los talleres aparecían a menudo en las partes de las casas que no daban a la calle. A medida que aumentaba la demanda de espacio habitable, los edificios empezaron a expandirse hacia la calle, provocando que las grandes calles se convirtieran en estrechos callejones.

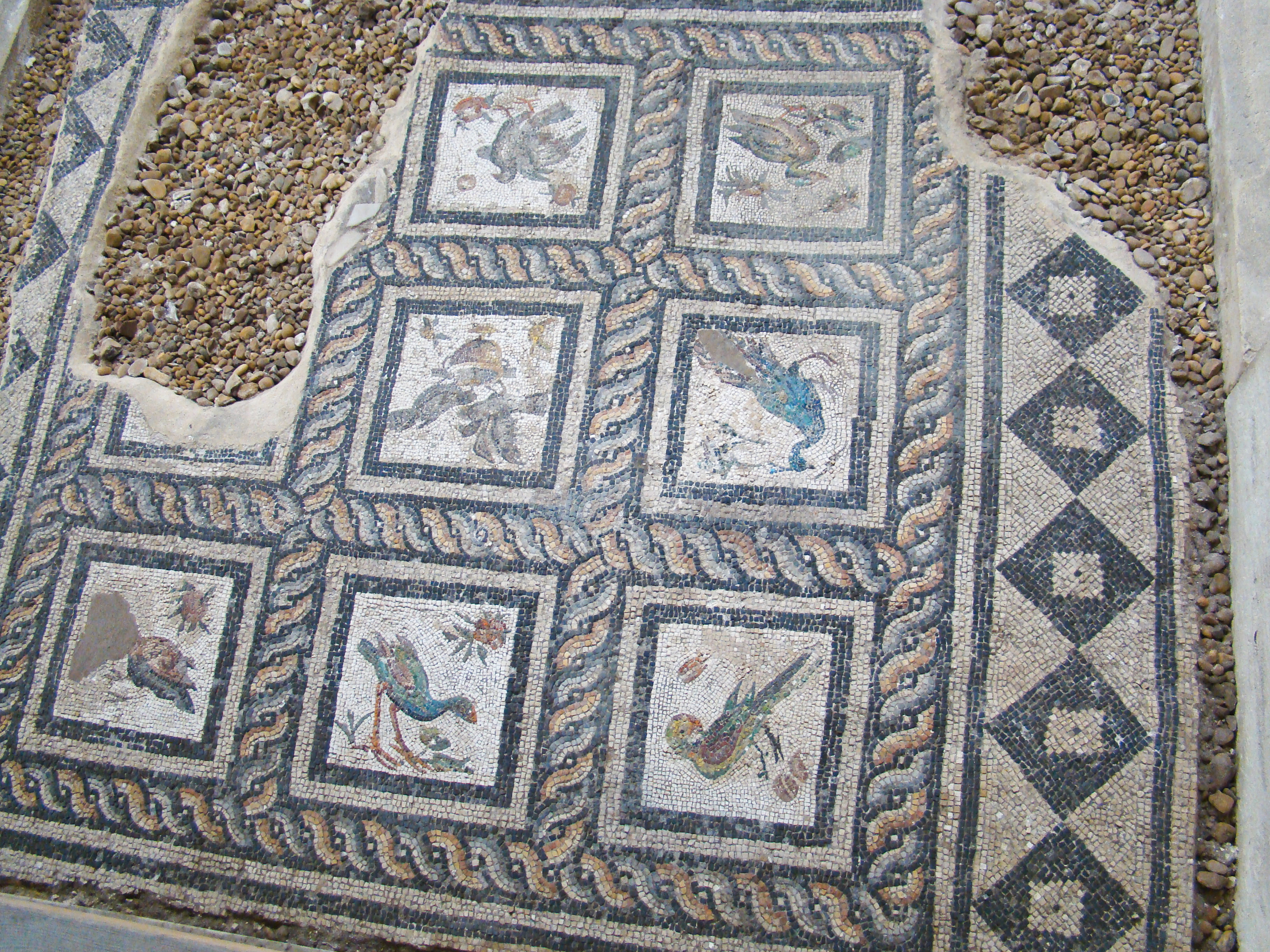
Mosaico α-5 en la Villa de los pájaros.

#### Villa de los pájaros
La Villa de los pájaros fue una villa del período romano inicial. Es conocida por sus mosaicos bien conservados, que son los únicos que pueden verse en su entorno original en Alejandría. La villa se construyó probablemente en el siglo I d. C.  y fue destruida por un incendio a finales del siglo III. Aunque posteriormente fue saqueada en busca de materiales y ocupada durante un largo periodo de tiempo, los mosaicos sobrevivieron en relativo buen estado. Se han conservado cuatro mosaicos, con un total de casi 110 pies cuadrados, de los cuales dos se conservan en su totalidad y dos parcialmente. Uno de ellos, α-5, presenta nueve aves diferentes en nueve cuadrados separados, y da nombre a la villa. El arte de las aves es de estilo egipcio, pero también recibe influencias de otras provincias occidentales y de Pérgamo.